# Moinho Povos Unidos

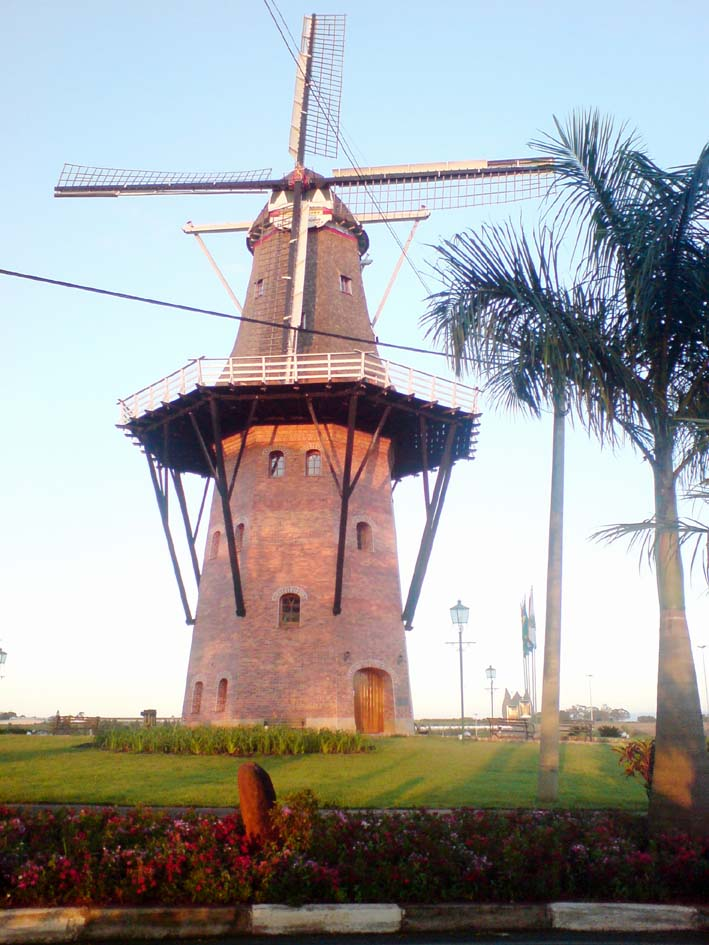
Moinho de Holambra

O Moinho Povos Unidos é um moinho de vento construído na tradição holandesa, considerado o mais alto moinho de vento da América Latina (o segundo maior, De Immigrant, está localizado em Castrolanda, no Paraná), sendo um dos principais pontos turísticos do município de Holambra, no estado de São Paulo.

## Histórico
O moinho de Holambra foi construído durante 20 meses sob a supervisão direta do arquiteto holandês Jan Heijdra, responsável pelo projeto e um dos poucos especialistas do mundo na construção de moinhos. Durante a construção, Jan Heijdra, então com 82 anos e residindo na Holanda, onde já construiu e reformou aproximadamente 400 moinhos, esteve várias vezes no Brasil exclusivamente para coordenar o projeto.
Foi inaugurado em 12 de julho de 2008, durante a programação comemorativa aos 60 anos de imigração holandesa em Holambra, que recebeu os primeiros imigrantes vindos da Holanda na antiga fazenda Ribeirão em julho de 1948.

## Características
Inspirado nos tradicionais e famosos moinhos holandeses, o moinho de Holambra tem 38,5 metros de altura e funciona exatamente como na Holanda, pela força dos ventos e moendo grãos. Cada pá mede 12 metros de comprimento, com a geração de uma tração motora de 60 cavalos-força, o suficiente para movimentar duas pedras de basalto de lava com o peso de uma tonelada cada.